# Шварц, Станислав Семёнович
Станисла́в Семёнович Шварц (1 апреля 1919, Екатеринослав — 12 мая 1976, Свердловск) — советский зоолог и эколог, академик АН СССР (1970), один из основоположников популяционной и эволюционной экологии в России.

## Биография
Родился 1 апреля 1919 года в Екатеринославе.
В 1937 году С. С. Шварц поступил на биологический факультет Ленинградского университета, где его учителями были Д. Н. Кашкаров и П. В. Терентьев. Во время войны добровольцем ушёл на фронт.
После демобилизации в 1942 году экстерном окончил университет и поступил в аспирантуру. В 1946 году защищает кандидатскую диссертацию.
В 1946 году, после защиты кандидатской диссертации, переезжает в Свердловск для работы во вновь созданном Институте биологии Уральского филиала АН СССР (с 1964 года — Институт экологии растений и животных Уральского отделения РАН). В институте он возглавил группу зоологии, которая позднее (в 1952 году) получила статус лаборатории популяционной экологии животных. В 1954 году — доктор наук, в 1966 году — член-корреспондент АН СССР, в 1970 году — действительный член АН СССР. В 1955—1976 гг. — директор Института экологии растений и животных АН СССР, деятельности которого он придал современную направленность.

## Научная деятельность
С. С. Шварц разработал метод морфофизиологических индикаторов для определения состояния и прогноза развития популяций животных, новые представления об экологических механизмах эволюционного процесса в природе, метаболической регуляции скорости роста и развития в популяциях животных, внёс существенный вклад в развитие популяционной экологии животных (представление о биологическом своеобразии сезонных генераций животных), химической экологии водных животных. Возглавлял комплексные исследования природы Крайнего Севера.
С. С. Шварц со своими учениками в течение более чем 20-летних многосторонних исследований открыл и сформулировал закономерность, которую возвели в ранг экологического правила Шварца: видообразование является отчётливым этапом адаптации, формированием нового, энергетически более экономного приспособления, чем специализированные внутривидовые формы. Данное явление имеет существенное общебиологическое значение, оно отражено в многочисленных трудах Шварца, его фундаментальных работах.
Основоположник Уральской научной школы в области популяционной и эволюционной экологии.

## Награды
- Орден Ленина (1967)
- Орден Октябрьской Революции (1975)
- Премия имени А. Н. Северцова (1972)

## Основные труды
- Принципы и методы современной экологии животных. — Свердловск, 1960;
- Пути приспособления наземных позвоночных животных к условиям существования в Субарктике. — Свердловск, 1963;
- Метод морфо-физиологических индикаторов в экологии наземных позвоночных. — Свердловск, 1968 (совм. с В. С. Смирновым и Л. Н. Добринским);
- Эволюционная экология животных. — Свердловск, 1969;
- Эффект группы в популяциях водных животных и химическая экология. — М., 1976 (совм. с др.).

## Разное
В Екатеринбурге его именем названа улица Академика Шварца.